# Virus khảm thuốc lá
Virus khảm thuốc lá (Tobacco mosaic virus - TMV) là một loại virus RNA thuộc chi Tobamovirus gây bệnh cho thực vật, đặc biệt là cây thuốc lá và các thành viên khác của họ Solanaceae. Các đặc điểm của bệnh, như các vết lốm đốm giống "khảm" và sự mất màu của lá. TMV là virus đầu tiên được khám phá. Mặc dù nó đã được biết đến từ thế kỷ 19 như một bệnh truyền nhiễm gây hại cho cây thuốc lá, tới năm 1930 tác nhân gây bệnh mới được xác định là virus nguy hiểm cần tránh.
.

## Lịch sử nghiên cứu
Vào năm 1884, Charles Chamberland - một cộng tác viên của Viện Pasteur Paris đã dùng màng lọc bằng sứ để tách các vi khuẩn nhỏ nhất và vào năm 1892 nhà nghiên cứu bệnh học thực vật người Nga Dimitri  Ivanopski đã sử dụng màng lọc Chamberland để nghiên cứu bệnh khảm thuốc lá. Ông nhận thấy dịch ép lá cây bị bệnh cho qua màng lọc vẫn có khả năng nhiễm bệnh cho cây lành.Mặc dù không nhìn thấy bất kì sinh vật nào nhưng ông cũng thông báo rằng chính "virus qua lọc" là tác nhân gây bệnh. Vào năm 1935, Wendel M. Stanley thuộc Viện Rockefeller đã đưa ra một thông báo gây chấn động dư luận thời đó, rằng ông đã kết tinh được virut khảm thuốc lá.

## Đặc điểm hóa sinh
TMV là virus chịu nhiệt. Trên lá khô, nó có thể chịu được nhiệt độ 120 °F (50 °C) trong vòng 30 phút.
TMV có chỉ số khúc xạ khoảng 1.57.